# Мухаммед Буазізі
Мухаммед Буазі́зі (араб. محمد البوعزيزي; 29 березня 1984, Сіді-Бузід — 4 січня 2011, Бен-Арус) — туніський вуличний торговець, чиє самоспалення на знак протесту проти конфіскації майна владою стало поштовхом до всенародних акцій протесту в Тунісі, які зрештою призвели до відставки президента Зіна аль-Абідіна бен Алі, що правив країною 23 роки поспіль. При цьому успіх туніської революції став поштовхом до масових протестів у інших арабських країнах. Національний герой Тунісу .

## Життєпис

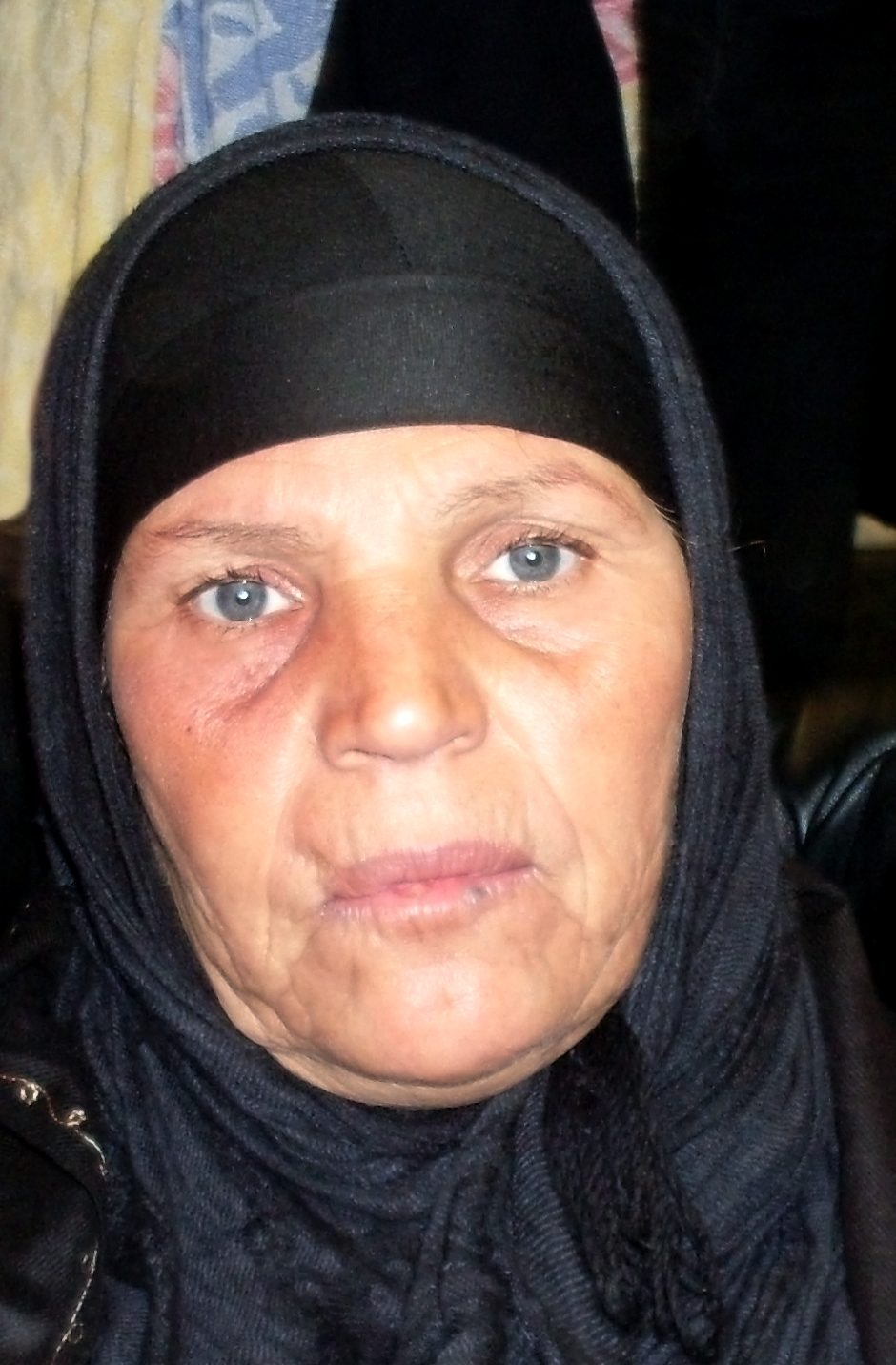
Мати Мухаммеда Буазізі

Буазізі не міг знайти собі кваліфіковану роботу, тож зайнявся торгівлею фруктами й овочами на вулиці в Сіді-Бузіді, аби прогодувати себе та матір із сестрою. Деякі медіа повідомляють, що Буазізі мав ступінь з комп'ютерних наук. Втім його сестра Самія Буазізі заявила, що Мухаммед ніколи не закінчував вищої школи. Буазізі заробляв по $75 на тиждень. Його батько помер, коли Мухаммеду було 3 роки, тож хлопець працював з 10 років, торгуючи після школи.
"Мухаммед сподівався купити фурґон, " — сказала його сестра. «Він потрібен був йому для роботи, не для себе. Навіть його особисті мрії були пов'язані з тим, аби допомогти своїй родині.»
У п'ятницю 17 грудня 2010 Мухаммед вчинив самоспалення. Наступні 17 днів він провів у опіковому центрі міста Бен-Аруса, проте у вівторок 4 січня 2011 о 5:30 за місцевим часом помер. Близько 5 тис. осіб взяло участь у прощальній процесії. Проте поліція перешкодила процесій пройти місцем, де Мухаммед вчинив самоспалення. Буазізі було поховано на цвинтарі Ґараат-Бенур за 15 км від Сіді-Бузіда.
Його брат Салем Буазізі сказав: «Свобода дорого коштує, і мій брат заплатив ціну за свободу», а також «Мій брат став символом опору в арабському світі».

## Протест
За однією версією, вулична торгівля є забороненою в Тунісі, через що міська влада регулярно конфісковувала Буазізів візок із фруктами, які він купив у борг (бл. $200). Тож Буазізі звернувся до місцевої влади, аби захистити свою справу. Зазнавши невдачі, він купив дві пляшки розчинника для фарби і, виливши їх на себе, підпалив себе перед будівлею місцевої влади.

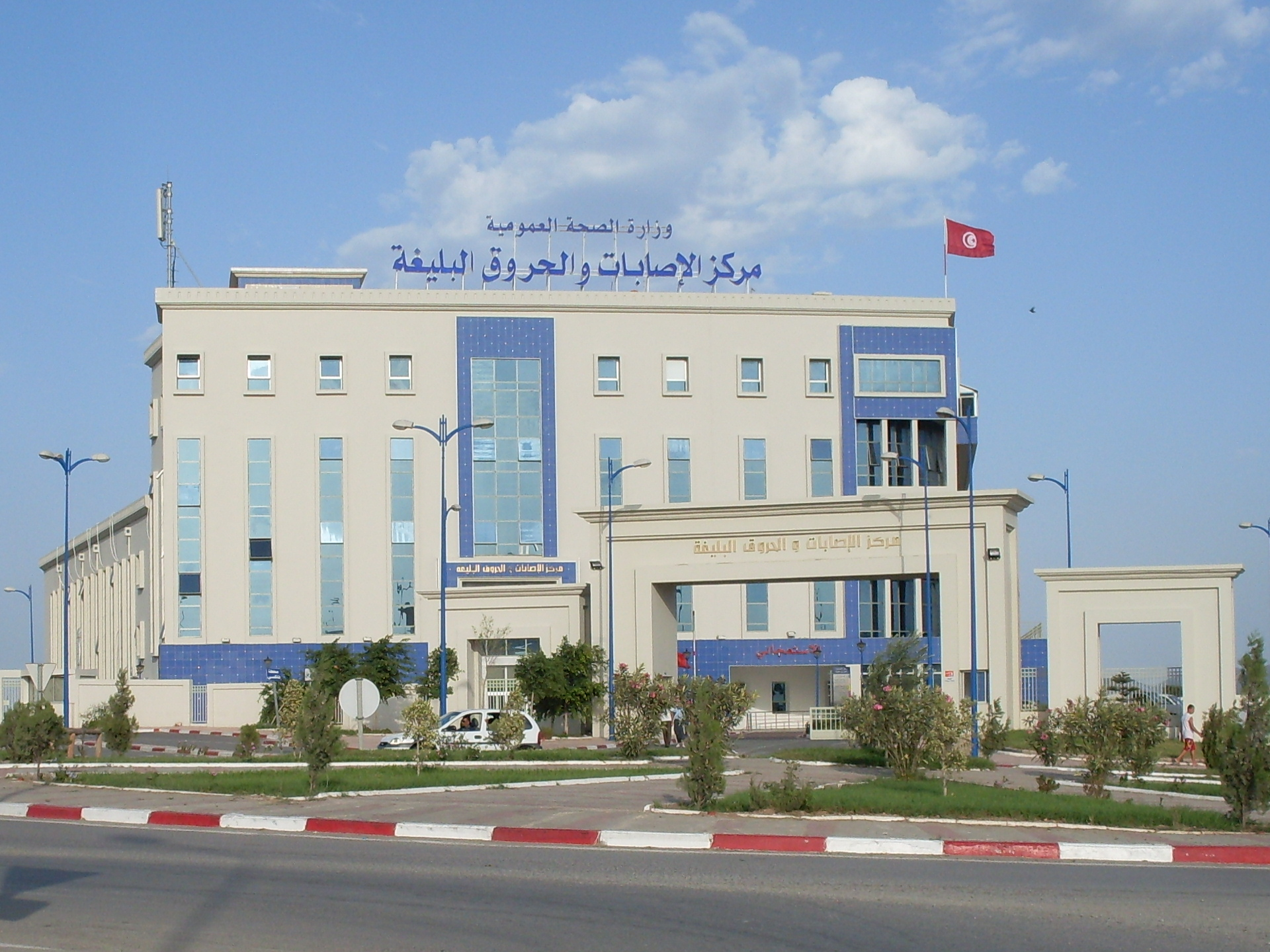
Лікарня, в якій помер Буазізі

Існує інформація, начебто Буазізі забракло коштів, аби заплатити поліції хабар для продовження терміну торгівлі. Влада заявила, що Буазізі бракувало необхідного дозволу. Втім, Хамді Лазар, голова Сіді-Бузідського центру зайнятості, заявив, що потреби в такому дозволі немає. Салем та Самія Буазізі звинуватили владу у спробі вимагання грошей у їхнього брата.
Також повідомляли, що Мухамеда Буазізі прилюдно принизили, коли жінка, яка прийшла конфіскувати його продукти, дала йому ляпаса й плюнула в обличчя, а також перевернула кошик з овочами й фруктами. Її стать зробила його приниження ще більшим в очах арабського суспільства. «З тієї миті він розлютився», — сказав його двоюрідний брат Rochde Horchane. Буазізі пішов до місцевого губернатора, але той не захотів його слухати. „Мій кузен сказав, «Якщо ви мене не помічаєте, я підпалю себе»“, сказав Horchane. Після самоспалення жінку-офіцера та губернатора було тимчасово відсторонено від обов'язків. Згодом генеральний секретар Сіді-Бузіда Мухаммед Салех Мессуді заперечив це.
За іншою версією, 17 грудня 2010 року поліція конфіскувала продукти Буазізі, оскільки той не мав дозволу від постачальника. Деякі джерела повідомляють, що представники поліції вдарили його й знущалися з нього. Того ж дня Буазізі спробував подати скаргу до місцевої влади, проте безрезультатно. Він залишив повідомлення на своїй сторінці у Facebook'у, адресоване матері, в якому попросив її пробачити йому зневіру у всьому:

Оригінальне повідомлення на Facebook, написане інтернетною арабською:
MSAFER YAMI MA IFID MLAM THAYE3 FI TRI9 MAHOU BIDIA SAME7NI KAN 3SIT KLAM LOUMI 3LA ZMEN MA TLOUMI 3LIA RAYE7 MIN 8IR RJOU3 YEZI MA BKIT W MA SALETECH MIN 3INI DMOU3 MA 3AD YFID MLAM 3LA ZMEN 8ADAR FI BLED ENES ENA 3YIT W MCHA MEN BELI KOL ELI RA7 MSAFER W NES2EL ZA3MA ESFAR BECH YNAS
Туніською:
 ‎‫مسافر يا أمي، سامحيني، ما يفيد ملام، ضايع في طريق ماهو بإيديا، سامحيني إن كان عصيت كلام لأمي، لومي على الزمان ما تلومي عليّ، رايح من غير رجوع, يزي ما بكيت و ما سالت من عيني دموع، ما عاد يفيد ملام على زمان غدّار في بلاد الناس، أنا عييت و مشى من بالي كل اللي راح، مسافر و نسأل زعمة السفر باش ينسّي‬ ‎‫محمد بو عزيزي‬
Англійською:
I'm travelling, mother. Forgive me. Reproach and blame is not going to be helpful. I'm lost and it's out of my hands. Forgive me if I didn't do as you told me and disobeyed you. Blame the era in which we live, Don't blame me. I am now going and I will not be coming back. Notice I haven't cried and no tears have fallen from my eyes. There is no more room for reproach or blame in the age of treachery in the People's land. I'm not feeling normal and not in my right state. I'm travelling and I ask who leads the travel to forget.
Українською:
Я вирушаю, мамо. Пробач мені. Докір і осуд не допоможуть. Я програв, це не в моїх силах. Пробач мені, що я не чинив так, як ти казала, і не слухався тебе. Засуджуй еру, в якій ми живемо, а не мене. Я вже йду і я не повернуся. Зауваж, я не плакав і жодна сльозина не впала з моїх очей. Більше немає місця для докору й осуду в часи зради в народній країні. Я не почуваюся нормально у своїй законній державі. Я вирушаю і прошу того, хто керує подорожжю, забути.
—Мухаммед Буазізі

Після цього він купив каністру бензину, облив себе ним перед будівлею місцевої влади і підпалив. Його було доправлено до лікарні неподалік Туніса, де він помер від отриманих опіків 4 січня 2011 року.. Під час перебування в лікарні, до Буазізі навідався президент Тунісу Зін аль-Абідін бен Алі.

## Пам'ять
Міська рада Парижа одноголосно проголосувала за присвоєння вулиці чи площі імені Мухаммеда Буазізі. 17 лютого центральний майдан Туніса 7 листопада названо іменем Мухаммеда Буазізі.

## Схожі випадки
Після того, як бен Алі подав у відставку, в інших арабських країнах прокотилася хвиля подібних самоспалень.
| №  | Ім'я                      | Місто         | Дата самоспалення | Стан                |
| -- | ------------------------- | ------------- | ----------------- | ------------------- |
| 1  | Mohsen Bouterfif          | Бухадра       | 15 січня 2011     | Помер 16 січня 2011 |
| 2  | Aouichia Mohammad         | Бордж-Менаєль | 15 січня 2011     |                     |
| 3  | Boubacar Boyden           | Джиджель      | 15 січня 2011     |                     |
| 4  | Mamier Lotfi              | Аль-Ваді      | 16 січня 2011     |                     |
| 5  | Senouci Touat             | Мостаґанем    | 16 січня 2011     |                     |
| 6  | Yacoub Ould Dahoud        | Тіджикжа      | 17 січня 2011     |                     |
| 7  | Abdou Abdel-Moneim Jaafar | Ель-Канатір   | 17 січня 2011     |                     |
| 8  | Mohammed Farouk Hassan    | Каїр          | 18 січня 2011     |                     |
| 9  | Ahmed Hashim El-Sayyid    | Александрія   | 18 січня 2011     | Помер 18 січня 2011 |
| 10 | Mohammed Ashour Sorour    | Каїр          | 18 січня 2011     |                     |
| 11 | Faiz Aly                  | Саміта        | 21 січня 2011     | Помер 21 січня 2011 |
| 12 | Hasan Ali Akleh           | Хасака        | 26 січня 2011     | Помер 26 січня 2011 |
| 13 | Daniel Remeriez           | Меджанафат    | 28 січня 2011     | Помер 29 січня 2011 |
| 14 | невідомий                 | Танжер        | 30 січня 2011     |                     |
| 15 | невідомий                 | Танжер        | 30 січня 2011     |                     |
| 16 | невідомий                 | Танжер        | 30 січня 2011     |                     |
| 17 | невідомий                 | Танжер        | 30 січня 2011     |                     |
| 18 | невідомий                 | невідомо      | невідомо          |                     |
| 19 | невідомий                 | невідомо      | невідомо          |                     |